# Перек, Эдмунд
Эдмунд Перек (пол. Edmund Perek; 1927, Гнезно — 1995, Катовице) — польский офицер коммунистической госбезопасности, многолетний функционер IV департамента Службы безопасности МВД ПНР. Был известен идеологическим фанатизмом и особенной жёсткостью. Один из организаторов преследований католической церкви, спецопераций против Солидарности, подавления забастовки на шахте «Вуек». В Третьей Речи Посполитой занимался бизнесом, убит при невыясненных обстоятельствах.

## Начало службы
Родился в рабочей семье. Юность Эдмунда Перека пришлась на годы нацистской оккупации. С подросткового возраста работал слесарем. С трудом получил среднее образование. После окончания войны в 1946 поступил на службу в армию. Участвовал в боях с УПА в Бещадах.
С 1948 Эдмунд Перек — на службе в органах Министерства общественной безопасности (МОБ). Начинал в Краковском управлении, служил в отделе по борьбе с политической оппозицией. В следующем году прослушал специальные курсы МОБ. В 1950—1951 служил в Опольском управлении в отделе мест заключения. Состоял в правящей компартии ПОРП.
20 ноября 1951 Эдмунд Перек был переведён в Сталиногрудское — c 1956 Катовицкое управление МОБ. Служил в 11 отделе — «борьба с враждебной деятельностью религиозных организаций», курировал ключевое направление — надзор за католической церковью. Остался в прежних функциях после преобразования МОБ в Комитет общественной безопасности (КОБ).

## «Секция Дезинтеграции»
В 1956 КОБ был включён в систему МВД как Служба безопасности ПНР (СБ). Эдмунд Перек возглавил 3 отдел Катовицкого управления — «по борьбе с антигосударственной деятельностью». В 1961 руководил опергруппой.
В 1962 переведён в 4 отдел — по контролю за церковью, возглавлял «католическую» группу 1. С 1 июля 1969 — заместитель начальника отдела. Оставался в этой должности на протяжении двух десятилетий, при нескольких начальниках (майоры Люциан Пикула, Ежи Бирнбах, Вальдемар Вехно); фактически руководил отделом.
4 отделы региональных управлений СБ подчинялись IV (антицерковному) департаменту МВД ПНР. В 1977 в систему IV департамента была включена Группа D («Дезинтеграция»; ранее самостоятельное подразделение министерства). Эта структура имела широкие полномочия на внеправовые и откровенно противозаконные действия. Капитан Перек возглавил в Катовице местное подразделение «Группы D», получившей название Секция (или Секция 6). Задачей «Секции» Перека являлись антикатолические спецмероприятия — провокации, дезинформация, вербовка, стравливание, нападения «неизвестных лиц». Объектами спецопераций были не только служители Архиепархии Катовице и студенты Силезской высшей духовной семинарии, но и представители светской католической общественности. Снос под руководством Перека металлического сарая-часовни в Миколуве приобрёл такую известность, что упоминался в отчёте парламентской комиссии Яна Рокиты в 1991.
Постепенно Перек поставил дело так, что в его ведении оказались спецоперации против всех видов оппозиции, которые он так или иначе «подтягивал» к католицизму. Подчинённая ему «Секция», первоначально состоявшая из шести сотрудников, за несколько лет разрослась в соединение почти в сто двадцать человек. Ближайшим помощником Перека был капитан Енджей Пшибылик.
Эдмунд Перек отличался повышенной, до фанатизма, идеологизированностью, ортодоксально-коммунистическими сталинистскими взглядами, воинствующим атеизмом. С особой ненавистью он относился к польской католической церкви и её служителям. В служебной характеристике заместитель воеводского коменданта милиции полковник Пётр Ющик писал о склонности капитана Перека к активной инициативе при решении сложных оперативных задач, его умении организовать приток значимой информации, храбрости, энергичности, дисциплинированности и неутомимости. Часто Перек задерживался в управлении до глубокой ночи. Он лично вникал во все детали, опрашивал рядовых осведомителей. Особо отмечалась идейная убеждённость Перека и способность внушать подчинённым собственное мироощущение.

## Командир оперативного батальона
В 1980 Польшу захлестнуло массовое забастовочное движение, приведшее к созданию независимого профсоюза Солидарность. Катовицкий профцентр «Солидарности», опиравшийся на металлургов и шахтёров, был одним из самых активных и радикальных — особенно под председательством убеждённого антикоммуниста Анджея Розплоховского.
Первый секретарь Катовицкого воеводского комитета ПОРП Анджей Жабиньский поставил задачу перед воеводской милицией и госбезопасностью: добиться ликвидации «Солидарности». Комендант милиции полковник Ежи Груба и его заместитель по СБ полковник Зыгмунт Барановский приняли к исполнению. Майор Перек быстро сделался главным доверенным подчинённым Барановского. Он возглавил оперативную спецгруппу, которой поручались операции, впоследствии охарактеризованные как «грязные». Перек организовывал нападения и избиения активистов «Солидарности» (май 1981, железнодорожные станции в Катовице и Сосновеце). Он подозревался и в распылении отравляющих веществ на шахте «Сосновец», где действовала активная организация «Солидарности» во главе с Войцехом Фигелем. Химическая атака произошла 27 октября 1981, в результате до шестидесяти человек попали в больницы. Однако, по версии полковника Грубы, эту атаку устроили активисты Катовицкого партийного форума.
13 декабря 1981 в Польше было введено военное положение. Майор Перек сыграл видную роль в подавлении протестов «Солидарности»: вместе с полковником Барановским он подготовил оперативный план усмирения шахты «Вуек», лично участвовал в военно-милицейской оккупации металлургического комбината Хута Катовице. Участвовал в контроле ситуации при визите Папы Римского Иоанна Павла II в Польшу 1983. В том же году ему было присвоено звание подполковника — в исключительном порядке, поскольку занимаемая должность не предполагала звания выше майорского.
В мае 1982 комендант Груба издал приказ о формировании при воеводской комендатуре особой оперативной группы под командованием Перека (кадровое ядро составили офицеры и боевики «Секции»). В ноябре того же года была создана специальная рота, впоследствии батальон численностью 118 человек — из различных подразделений милицейской комендатуры и управления СБ. Командиром был назначен Перек. Задачей подразделения являлось оперативное подавление любых протестных выступлений — собраний оппозиции, демонстраций, забастовок, «антигосударственных» церковных служб. Эти действия обычно осуществлялись неформально, по принципу «неизвестных лиц», и не документировались.
Характерной особенностью «Секции» и роты-батальона Перека являлся шлейф служебных нарушений. При невыясненных обстоятельствах (предположительно в криминальной разборке) был убит его близкий помощник капитан Ежи Бойковский — расстрелян из пистолет-пулемёта PM-63 RAK, находившегося на вооружении ЗОМО. Капитан Адам Цихопек был выведен из «Секции» за внезапный отказ от выполнения поставленных задач (чего прежде за ним не случалось), но не уволен, а переведён на службу в Хшанув. Поручик Станислав Скрент, бывший боец ЗОМО, получил выговор за слишком явные действия, направленные на срыв церковных торжеств, но почти сразу взыскание было заменено награждением.

## Последние годы и смерть
В период смены общественно-политического строя Польши, преобразования ПНР в Третью Речь Посполитую Эдмунд Перек в 1990 был уволен из органов МВД. Пользуясь своими навыками и связями, он занялся частным бизнесом в сфере охраны и безопасности. В 1995 он был найден мёртвым, причиной смерти стал удар ножом. Эту информация озвучила Gazeta Polska. По другим данным, Перек умер в 1992.